# Doorwerth
Doorwerth est un village situé dans la commune néerlandaise de Renkum, dans la province de Gueldre. Le 1er mai 1923, la commune de Doorwerth a été rattachée à Renkum.

Doorwerth est surtout connu pour son chateau, au bord du Rhin.